# Sovchoznyj (Territorio dell'Altaj)
Sovchoznyj (in lingua russa Совхозный) è un centro abitato del Territorio dell'Altaj, situato nell'Alejskij rajon.